# Kunjpura
Kunjpura (niu dels herois) fou un estat tributari protegit de l'Índia al districte de Karnal al Panjab. La capital era Kunjpura a 29° 43′ 00″ N, 77° 07′ 15″ E / 29.71667°N,77.12083°E amb una població el 1868 de 5.163 habitants i el 1881 de 4.725 habitants, bastant repartits entre musulmans i hindús però amb lleugera avantatge dels primers.
Fou fundat per Najabat Khan, un paixtu Ghorgasht i cap de mercenaris sota els emperadors mogols. Najabat Khan va construir una fortalesa a les maresmes del Jumma al començament del segle XVIII i es va revoltar contra l'imperi. El 1739 va fer aliança amb Nadir Shah de Pèrsia i aquest el va reconèixer com a sobirà de Kunjpura que va conservar fins que fou assassinat el 1760, i els marathes van arrasar la fortalesa fins als fonaments. El seu fill Diler Khan va estar al costat d'Ahmad Shah Durrani al que va ajudar contra els marathes a la tercera batalla de Panipat del 1761 i altres, i va rebre d'Ahmad Shah molts territoris, però després fou derrotat diverses vegades pel rajà de Jind i el seu successor va acabar expulsat pel mateix rajà i altres sobirans sikhs. El 1787 els Sindhia van expulsar el rajà de Jind de Karnal i deu anys després el general Perron va reconèixer a Gulsher Khan com a nawab de Kunjpura. El fill de Gulsher, Rahmat Khan, es va aliar a Lord Lake el 1801 i el 1811 fou reconegut com a sobirà protegit pel govern britànic. El 1846 el nawab de Kunjpira va perdre els seus drets sobirans i van restar només com a zamindaris sobre 38 pobles amb uns ingressos de 3.100 lliures; des de llavors van recórrer a la justícia per recuperar el poder. El 1886 va pujar al poder un nou nawab-zamindari que va continuar el plet.